# 观阁镇
观阁镇，是中华人民共和国四川省广安市前锋区下辖的一个乡镇级行政单位，位于渠江东岸，四川省省级试点小城镇之一，广安市东北部重要的商贸重镇。本镇邮政骗码638020、英文写法:Guan'ge。

## 历史
观阁镇原名观音阁，也有传因镇区背后钟鼓楼山上挂钟的阁楼而得名。过去曾有，一代（市）二花（桥）三观阁之说，突显观阁在广安的重要位置。川东北的有名的观阁起义就发生在本镇，观阁也是红色小镇之一。
观阁曾是一个区级行政单位，包括观阁镇、龙滩镇、原光辉乡、广兴镇、原小井乡、原团堡乡、原大良乡，而观阁镇现所辖的区域仅仅是原观阁镇及团堡乡。
2019年12月，撤销小井乡，将原小井乡温江村、小良村、莲花村、大良村、生龙村、倒石村、珠石村所属行政区域划归观阁镇管辖。

## 地理
观阁镇位于前锋区东北部，龙滩河围绕本镇东北流过。镇东紧邻本区龙滩镇，南接本区龙塘街道、代市镇，西隔渠江与广安区白市镇相望，北靠本区广兴镇。本镇距广安市区约45公里。

## 人口
观阁镇辖观音阁、六方碑等两个居委会，28个行政村，总人口37717人，其中镇区常住人口20000多人，幅员面积约36平方公里，城区面积约4平方公里。

## 农业
观阁镇主产水稻、红苕、小麦、玉米、土豆、胡豆等农作物及油菜、药材、甘蔗等经济作物。

## 经济
观阁镇是前锋区东北部龙滩、原小井、原光辉、广兴、原大良、原团堡等地的商贸大集镇，建材、交通、商贸等初具规模。

## 交通
观阁镇以公路运输为主，襄渝铁路紧依镇区而过，距沪蓉高速约25公里。以广安至广兴的公路为主线，镇区至周边各乡镇公路网形成，至各行政村有路面公路初步通车。镇区距广安火车站（前锋镇）约18公里。渠江水运上通渠县、达州，下连广安、合川、重庆。

## 主要机构及单位
中国共产党观阁镇委员会、中国人大代表观阁委员会、观阁镇人民政府、观音阁社区居委会、六方碑社区居委会、广安公安局观阁派出所、广安人民法院观阁法庭、国家民政观阁民政所、观阁计划生育委员会、观阁司法所、广安教育局观阁教育办公室、中国税务观阁税务所、中国工商局观阁工商所、中国移动观阁营业厅、中国电信观阁营业厅、中国联通观阁营业厅、中国邮政局观阁支局、中国农业银行观阁营业所、中国邮政观阁储蓄所、中国信合观阁信用合作社、爱众股份观阁营业所、中国人寿观阁营业所、观阁汽车站、观阁中心医院、观阁医院、观阁粮油食品管理站、观阁自来水供水站。

## 镇区
观阁镇区呈南北带状，约2．6平方公里，主要街道:政府大道、迎宾大道、环城路、正街、新街、南街、果园街、东街、学街、正东街、后街、横街、东横街等。

## 教育
观阁职业中学、观阁初级中学、观阁镇中心小学、观阁镇团堡中心小学。

## 宗教
观阁基督教堂，位于镇区新街。
卧佛寺，位于本镇小石村胡家寨境内。

## 名胜
- 胡家寨
- 老寨子
- 卧佛寺
- 葫芦坝
- 窝底坑
- 钟鼓楼
- 包家桥（实名英雄桥）

## 行政区划
观阁镇下辖以下地区：
观音阁社区、毛家村、高河村、竹园村、兴利村、合福村、小石村、沙石村、观南村、银顶村、赛金村、七谷村、滑龙村、关律村、青莲村、长路村、码头村、石船村、大坝村、偏岩村、农丰村和埝口村。